# Port lotniczy Seul-Gimpo
Port lotniczy Seul-Gimpo (ang.: Gimpo International Airport, kor.: 김포국제공항, kod IATA: GMP, kod ICAO: RKSS, dawniej Kimpo International Airport) – lotnisko w granicach miasta stolicy Korei Południowej, Seulu.
Port lotniczy Gimpo do czasu wybudowania portu lotniczego w Inczonie (53 km od centrum Seulu) pełnił rolę międzynarodowego portu lotniczego Seulu i Korei Południowej.
Port lotniczy Gimpo jest połączony z centrum Seulu linią metra numer 5, w kolorze fioletowym. Z terminali portu można przejść bezpośrednio na stację metra Lotnisko Gimpo (kor.: 김포공항역). Lotnisko obsługuje też sieć autobusów, zarówno seulskiej komunikacji miejskiej, jak i należących do przewoźnika Kal Limousine (obsługującego lotniska koreańskie). 

## Linie lotnicze i połączenia
| Linia lotnicza          | Kierunek                                                                                    |
| ----------------------- | ------------------------------------------------------------------------------------------- |
| Air Busan               | 1. Pusan 2. Czedżu                                                                          |
| Air China               | 1. Pekin                                                                                    |
| Air Seoul               | 1. Czedżu                                                                                   |
| All Nippon Airways      | 1. Tokio-Haneda                                                                             |
| Asiana Airlines         | 1. Pekin 2. Gwangju 3. Czedżu 4. Osaka-Kansai 5. Szanghaj-Hongqiao 6. Tokio-Haneda 7. Yeosu |
| China Airlines          | 1. Kaohsiung 2. Tajpej-Taoyuan                                                              |
| China Eastern Airlines  | 1. Szanghaj-Hongqiao                                                                        |
| China Southern Airlines | 1. Pekin-Daxing                                                                             |
| Eastar Jet              | 1. Czedżu 2. Tajpej-Songshan                                                                |
| EVA Air                 | 1. Tajpej-Songshan                                                                          |
| Japan Airlines          | 1. Tokio-Haneda                                                                             |
| Jeju Air                | 1. Pusan 2. Czedżu 3. Kaohsiung 4. Osaka-Kansai                                             |
| Jin Air                 | 1. Pusan 2. Czedżu 3. Pohang 4. Sacheon 5. Ulsan 6. Yeosu                                   |
| Korean Air              | 1. Pekin 2. Pusan 3. Czedżu 4. Osaka-Kansai 5. Szanghaj-Hongqiao 6. Tokio-Haneda 7. Ulsan   |
| Shanghai Airlines       | 1. Szanghaj-Hongqiao                                                                        |
| Tigerair Taiwan         | 1. Kaohsiung                                                                                |
| T'way Air               | 1. Czedżu 2. Kaohsiung 3. Tajpej-Songshan                                                   |